# Partia Zielonych Anglii i Walii
Partia Zielonych Anglii i Walii (ang. Green Party of England and Wales, wal. Plaid Werdd Cymru a Lloegr, GPEW) – brytyjska partia polityczna należąca do Europejskiej Partii Zielonych. Liderami partii są Caroline Lucas i Jonathan Bartley, zaś wiceliderką Amelia Womack.

## Historia
Korzenie Partii Zielonych Anglii i Walii sięgają partii PEOPLE założonej w 1973 przez byłego działacza torysów Tony'ego Whittakera. W 1975 zmieniła ona nazwę na Ecology Party (Partia Ekologii), zaś w 1985 na Green Party (UK) (Partia Zielonych Zjednoczonego Królestwa). Pod obecną nazwą funkcjonuje od 1990, kiedy Zieloni ze Szkocji i Irlandii Północnej postanowili się uniezależnić, tworząc własne partie: Szkocką Partię Zielonych i Green Party in Northern Ireland.

## Udział w wyborach

### Wybory samorządowe
Pierwsze mandaty radnych brytyjscy Zieloni uzyskali w wyborach w 1976 i 1977. Obecnie partia ma 160 radnych w samorządach Anglii i Walii wszystkich szczebli, w tym dwoje radnych w Zgromadzeniu Wielkiego Londynu. W wyborach w maju 2011 Zieloni po raz pierwszy zdobyli władzę na poziomie miejskim, kierują mniejszościową administracją w Brighton and Hove.

### Izba Gmin i Izba Lordów
W latach 1999–2008 Zieloni mieli przedstawiciela w Izbie Lordów: był nim od wstąpienia do GPEW w 1999 aż do śmierci w kwietniu 2008 były przywódca liberałów Timothy Beaumont. We wrześniu 2013 dożywotnie parostwo, a tym samym miejsce w Izbie Lordów otrzymała Jenny Jones, wcześniej radna Londynu. Inaczej niż w przypadku innych brytyjskich partii, których kandydatów do Izby Lordów wskazują liderzy, Jones zawdzięczała swoją nominację ogólnopartyjnemu referendum w GPEW.
Pierwszego posła do Izby Gmin Zielonym udało się wprowadzić w wyborach w 2010, została nim liderka partii Caroline Lucas wybrana w okręgu Brighton Pavilion.

### Walijskie Zgromadzenie Narodowe
Zielonym nie udało się dotąd zdobyć mandatu w Walijskim Zgromadzeniu Narodowym.

### Parlament Europejski
W wyborach w roku 1989 Zieloni zdobyli 15% głosów, ale nie uzyskali mandatu, ponieważ obowiązywała wówczas jeszcze ordynacja większościowa. Zmiana ordynacji pozwoliła im uzyskać dwa miejsca w wyborach do PE w 1999 roku. Mandaty w PE zdobyły wówczas: Jean Lambert i Caroline Lucas. W kolejnych wyborach w 2004 i w 2009 roku obu udało się uzyskać reelekcję. W 2010 Lucas złożyła mandat i została zastąpiona w PE przez Keitha Taylora. W kolejnych wyborach w 2014 roku Lambert i Taylor obronili mandaty, trzeci mandat dla Zielonych zdobyła Molly Scott Cato.

## Liderzy partii
Przed 1992 Partię Zielonych reprezentowało jednocześnie sześcioro głównych rzeczników (Principal Speakers) wybieranych na roczną kadencję. W latach 1992–2008 wybierano na roczną kadencję dwoje głównych rzeczników: mężczyznę i kobietę. Od 2008 partii przewodzi jeden lider (Leader), przy czym obowiązuje zasada, że wybierany równocześnie wicelider (Deputy Leader) musi być innej płci niż lider. Wybory lidera odbywają się co dwa lata.

### Główni rzecznicy (1992–2008)
Główna rzeczniczka (Female Principal Speaker):
- 1992–1993 Jean Lambert
- 1993–1995 Jan Clark
- 1995–1997 Peg Alexander
- 1998–1999 Jean Lambert
- 1999–2003 Margaret Wright
- 2003–2006 Caroline Lucas
- 2006–2007 Siân Berry
- 2007–2008 Caroline Lucas

Główny rzecznik (Male Principal Speaker):
- 1992 Richard Lawson
- 1992–1993 Mallen Baker
- 1993–1994 John Cornford
- 1994–1997 David Taylor
- 1997–2001 Mike Woodin
- 2001–2003 Darren Johnson
- 2003–2004 Mike Woodin
- 2004–2006 Keith Taylor
- 2006–2008 Derek Wall

### Liderzy (po 2008)
- 2008–2012 liderka: Caroline Lucas
  - wicelider: Adrian Ramsay[2]
- 2012–2016 liderka: Natalie Bennett
  - wiceliderzy: 2012–2014 Will Duckworth, 2014–2016 Amelia Womack i Shahrar Ali
- 2016–2018 liderzy: Caroline Lucas i Jonathan Bartley
  - wiceliderka: Amelia Womack
- 2018–2020 liderzy: Siân Berry i Jonathan Bartley
  - wiceliderka: Amelia Womack
- 2020–nadal liderzy: Siân Berry i Jonathan Bartley
  - wiceliderka: Amelia Womack